# Etienne Van der Helst
Etienne Van der Helst (* 7. Mai 1953 in Hofstade (Aalst)) ist ein ehemaliger belgischer Radrennfahrer.

## Sportliche Laufbahn
Van der Helst war im Straßenradsport und im Bahnradsport aktiv. Als Amateur wurde er 1973 Vizemeister in der Mannschaftsverfolgung und Dritter der nationalen Meisterschaft in der Einerverfolgung. 1974 wurde er Vizemeister im Zweier-Mannschaftsfahren und Dritter der Meisterschaft im Omnium.
Von 1975 bis 1984 war er als Berufsfahrer aktiv. Neben einer Reihe von Kriterien gewann er 1975 eine Etappe im Etoile des Espoirs und in der Olympia’s Tour sowie das Amateurrennen im Omloop der Vlaamse Gewesten, 1976 und 1983 den GP E5, 1979 und 1981 den Grand Prix Frans Melckenbeek, 1980 den Dokter Tistaertprijs (Egmont Cycling Race) und eine Etappe in der Tour d’Indre-et-Loire, 1982 den Sint-Elooisprijs, 1984 das Memorial Fred De Bruyne. Zweiter wurde er 1975 im Nationale Sluitingsprijs, 1978 in der Ronde van Nederland, 1979 im Grand Prix de Fourmies, 1982 im Omloop Schelde-Durme, 1983 bei Bordeaux–Paris hinter Gilbert Duclos-Lassalle, 1984 im Omloop van de Westkust. Dritter wurde er 1980 im Rennen Driedaagse van De Panne. In der Vuelta a España 1979 kam Van der Helst auf den 69. Rang. In den Rennen der Monumente des Radsports war der 10. Platz im Rennen Paris–Roubaix 1979 sein bestes Resultat.

## Familiäres
Sein Vater Jozef Van der Helst war ebenfalls Radprofi.